# Walt Whitman-ouverture
De Walt Whitman-ouverture is een compositie van Gustav Holst. Hij schreef het werk in 1899 toen hij zich nog niet volledig tot componeren had gewend. Hij was onder meer trombonist en repetitor bij de Carl Rosa Opera Company. Britse componisten leerden net het werk van de Amerikaanse schrijver Walt Whitman kennen. Holst pakte het anders aan en kwam met een instrumentaal eerbetoon aan Whitman, die toen al zeven jaar dood was. Daarin is een vroege Holst te horen die naar de mening van recensenten nog erg zijn oren te luister had gelegd bij Johannes Brahms en Felix Mendelssohn Bartholdy. Ook Richard Wagner werd erbij gehaald. Het werk bleef lang rondgaan in het amateurorkestencircuit. Pas op 20 oktober 2006 volgde de eerste uitvoering door een beroepsorkest. David Lloyd-Jones leidde het BBC Concert Orchestra in een programma bestaande uit:
1. Holst: Walt Whitman-ouverture
2. Ralph Vaughan Williams: Norfolk Rhapsody no. 1
3. Arthur Sullivan: Irish Symphony
4. Frank Bridge: Oration.

Holst had geen geluk met zijn keuze tot een instrumentaal werk. Twee werken gebaseerd op teksten van Whitman behoren inmiddels tot het standaardrepertoire in de Britse klassieke muziek: Vaughan Williams' A Sea Symphony en Frederick Delius' Sea Drift. Terwijl die werken een uitgebreide discografie hebben, is Holsts werk in 2013 slechts drie maal vertegenwoordigd. Onderstaande opname is daar een van. De andere zijn een opname van Douglas Bostock met Münchner Symphoniker en Nicholas Braithwaite met het London Philharmonic Orchestra.